# Casma (provincie)
Casma is een provincie in de regio Ancash in Peru. De provincie heeft een oppervlakte van 2261 km² en telt 47.478 inwoners (2015). De hoofdplaats van de provincie is het district  Casma; dit district vormt eveneens de stad  (ciudad) Casma.

## Bestuurlijke indeling
De provincie is verdeeld in vier districten:
- (020802) Buena Vista Alta
- (020801) Casma, hoofdplaats van de provincie en vormt eveneens de stad (ciudad) Casma
- (020803) Comandante Noel
- (020804) Yautan

Aija · Antonio Raimondi · Asunción · Bolognesi · Carhuaz · Carlos Fermín · Casma · Corongo · Huaraz · Huari · Huarmey · Huaylas · Mariscal Luzuriaga · Ocros · Pallasca · Pomabamba · Recuay · Santa · Sihuas · Yungay